# Heliogomphus cervus
Heliogomphus cervus är en trollsländeart som beskrevs av Fraser 1942. Heliogomphus cervus ingår i släktet Heliogomphus och familjen flodtrollsländor. Inga underarter finns listade i Catalogue of Life.